# NHK 구시로 방송국

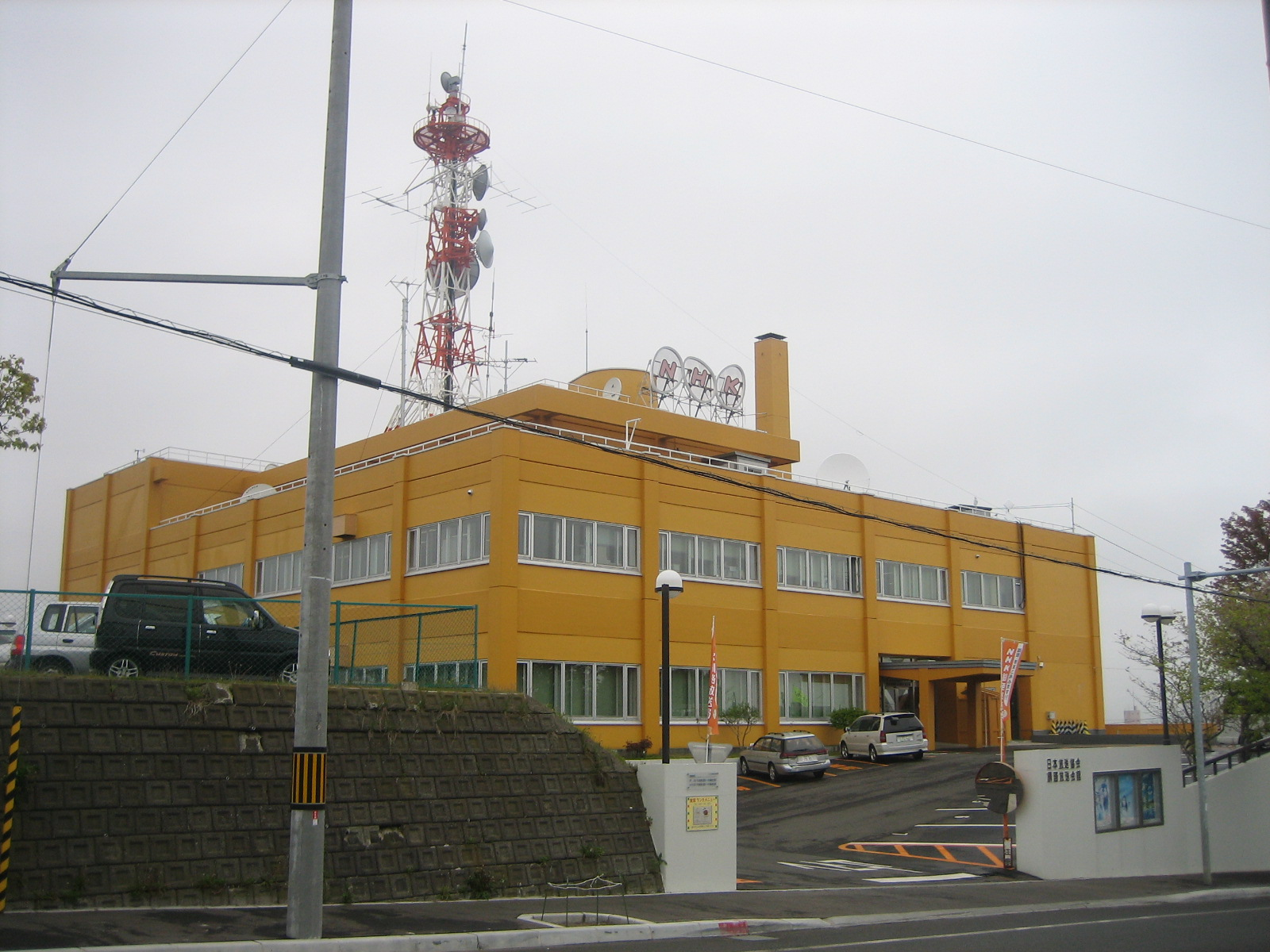
NHK 구시로 방송국

NHK 구시로 방송국(釧路 放送局)은 구시로 지청, 네무로 지청을 방송구역으로 하는 NHK의 지역방송국이며 중파·FM라디오·텔레비전 방송을 담당하고 있다.

## 개요
- 홋카이도 동쪽 지역의 거점 방송국으로 한때 일본이 지배한 적이 있는 쿠릴 열도 4개섬(일본측은 북방영토로 주장)도 2차 세계대전 종전 전까지 방송구역으로 삼고 있었다.

## 연혁
- 1938년 2월 라디오 제1방송 개국
- 1950년 라디오 제2방송개시.
- 1959년 종합 텔레비전방송 개시.
- 1962년 교육 텔레비전방송 개시.
- 1965년 FM방송 개시
- 2007년 10월 1일 디지털 텔레비전 방송 실시.
- 2011년 7월 24일 지상파 아날로그 텔레비전 방송 종료

## 채널·주파수
- 종합 텔레비전 구시로본국(JOPG-DTV) 33ch
- 교육 텔레비전 구시로본국(JOPC-DTV) 29ch
- 라디오 제1방송 구시로본국(JOPG) 585kHz 10kW
- 라디오 제2방송 구시로본국(JOPC) 1152kHz 10kW
- FM방송 구시로본국(JOPG-FM) 88.5MHz　250W

## 홋카이도에 있는 다른 텔레비전·라디오 방송국

### NHK
- NHK 삿포로 방송국(홋카이도 지역 거점 방송국)
- NHK 하코다테 방송국
- NHK 아사히카와 방송국
- NHK 무로란 방송국
- NHK 기타미 방송국
- NHK 오비히로 방송국

### 민영 방송국
- 삿포로 TV 방송(STV)(TV는 니혼 TV 계열, 라디오는 NRN 계열이며 라디오 부문은 현재 분사화하여 STV라디오로 불림)
- 홋카이도 방송(HBC)(TV는 도쿄 방송 계열, 라디오는 JRN·NRN계열)
- 홋카이도 분카 방송(uhb)(후지 TV 계열)
- 홋카이도 TV 방송(HTB)(TV 아사히 계열)
- TV 홋카이도(TVh)(TV 도쿄 계열)
- FM홋카이도(JFN 계열)
- FM노스웨이브(JAPAN FM LEAGUE 계열)